# Die Raketen
Die Raketen ist eine Band, bestehend aus den Künstlern Mickey DueChamp, Adel (früher als Sandokan) und Janni Gagarin. Ihre Werke kann man der Elektronischen Popmusik zuordnen. Hinter den Künstlernamen stecken Lexy von Lexy & K-Paul, sowie Adel Dior und Tony Planet von Autotune. Das Trio bildet auch das House-Projekt Miami Black Palms.
Die Singles der Raketen wurden auf Freundschaft Musik, einem Tochterlabel von Low Spirit Recordings veröffentlicht.
2006 vertrat die Band das Bundesland Sachsen beim Bundesvision Song Contest, erreichte dort aber nur den 15. von insgesamt 16 Plätzen.
Lediglich die Band AK4711 konnten die Raketen noch hinter sich lassen.

## Diskografie

### Singles
- 2003 – Tokyo, Tokyo (...ey Mädchen) (Maxi-CD; 12" Vinyl)
- 2003 – The Sound Für Zwischendurch (12" Vinyl)
- 2004 – I Like Plastique (12" Vinyl)
- 2004 – So Fuckin' Yeah (Maxi-CD; 12" Vinyl)

### Alben
- 2004 – Ahoi (CD-Album; 2xLP)